# 茉莉人生
《茉莉人生》（直译：「波斯波利斯」）是一部2007年上映的法国動畫電影，改编自伊朗裔法籍漫画家瑪嘉·莎塔碧創作的自传体漫画《我在伊朗长大》。

## 劇情簡介
瑪嘉是一个9歲小女孩，出身于德黑兰的一个信仰马克思主义的左翼知识分子家庭，外祖父是卡扎尔王朝的一个亲王，也是一个共产主义者，曾任阿塞拜疆人民政府司法部长，最后作为政治犯死在巴列维王朝的监狱中，最敬爱的阿努什叔叔（其外祖父的侄子）则是信仰共产主义的伊朗人民党成员，并因此被迫流亡苏联，后来在返回伊朗时被秘密警察逮捕。她喜愛西方流行文化，尤其喜爱李小龍和空手道。安拉和卡尔·马克思则是她梦中的挚友，玛嘉的夢想是成為全宇宙最後一位先知。伊朗伊斯兰革命后，伊斯兰原教旨主义者在国内建立政教合一的神权政治制度，推行极其保守的社会政策，严格控制和抵制西方文化的传播，在学校强制灌输伊斯兰教义，女性被迫戴上头巾，宗教警察在街头监视着人们的一言一行，饮酒及各种为伊斯兰教法所不容忍的娱乐都被禁止。阿努什叔叔等共产主义者则被神权当局处决，阿努什叔叔临死前见了玛嘉最后一面，并告诉玛嘉：“你看着吧，总有一天无产阶级会掌握政权的”。随后，两伊战争爆发，许多年轻人受宗教宣传蛊惑参戰而陣亡沙場。伊斯兰革命后的种种变化让向往自由的瑪嘉感到极其压抑和痛苦。此外，她的叛逆和不安分亦使得雙親和祖母对她感到担忧。为追求自己的喜好，她只能偷偷地去黑市购买黑膠唱片和喜愛的東西。原本以為生活还可以假借幻想而继续，直到两伊战争的程度加深，国内的政治、经济局势持续恶化，雙親只好决定把她寄养到他们在奥地利首都维也纳的朋友家中。在成長的歲月中不斷地發生苦難，在被愛情刺得遍體鱗傷後，在西方的颓废事物让她迷茫时，玛嘉開始懷念家鄉和雙親，還有外祖母与她身上的茉莉花香。她選擇回到家鄉，回到亲人与旧时的朋友身边，但是，为追求自由和女性的解放，她又不得不離开伊朗.....
瑪嘉·莎塔碧说：
|  | 我知道，當我選擇說出這個故事，我就再也回不去了。我的故鄉，波斯波利斯。那覆蓋著藹藹白雪的阿爾伯茲山，以及外婆身上迷人的茉莉花香。 然而，我選擇告訴你們這個故事，從古波斯文明的波斯波利斯， 直到現代伊斯蘭下的神秘面紗。我永遠記得外祖母的話：不要忘記妳從哪裡來。 這是我純真的革命童年，我青春的愛情流浪。這是我的伊朗，我的家鄉。這是我的《波斯波利斯》。 |

## 技术
影片按照原始的绘本以黑白作为主色调。影片中除了“现代”的部分有颜色外，历史记叙的部分采用类似皮影戏的效果。将漫画版转变为动画版的过程，由艺术指导和执行制片人Marc Jousset重新设计。动画版署名是Perseprod Studio，同时还由Je Suis Bien Cotent和Pumpkin 3D这两个专业工作室负责制作。

## 評價
《茉莉人生》自放映以后，便受到很多影評人與觀眾的好评，並在IMDB上拥有8/10的高分。Metacritic根據31條評論，獲得加權平均分數90分，代表「普遍讚譽」。

2023年3月，本片在爛蕃茄發表「270部由21世紀女性執導的電影佳作」（2000年-2009年年代）清單榜上有名。

## 獎項
- 第80届奥斯卡金像奖
  - 奥斯卡最佳动画片奖提名

- 第65届金球奖
  - 最佳外语片奖提名

- 第60屆坎城影展
  - 获得評審團獎
  - 金棕榈奖提名

- 2007 欧洲电影奖
  - 最佳影片影片奖提名

## 外部連結
- 官方网站
- 互联网电影数据库（IMDb）上《茉莉人生》的资料（英文）